# إل سي وايكيكي
إل سي وايكيكي (بالإنجليزية: LC Waikiki، أو LCW باختصار) هي علامة تجارية عالمية متخصصة في صناعة الملابس الجاهزة والإكسسوارات، تأسست سنة 1988 في فرنسا، ثم استحوذتها شركة تركية، وأصبحت واحدة من أبرز علامات الأزياء في تركيا والعالم. يقع مقرها الرئيسي في إسطنبول، وتضم 47700 موظفًا و 1047 متجرًا في 47 دولة. اشتقت اسمها من شاطئ وايكيكي بجزيرة هاواي والأحرف الأولى من اسم «ليه كوبينز» les copains والتي تعني «الأصدقاء» بالفرنسية.

## النشأة والتطور
تأسست LC Waikiki بدايةً في فرنسا على يد مجموعة من المستثمرين. غير أنّ تحولًا كبيرًا حدث في عام 1997 حين اشترت مجموعة تركية اسمها مجموعة طه Taha Group حقوق العلامة التجارية، ونقلت مقرّها الرئيسي إلى إسطنبول. منذ ذلك الحين، شرعت الشركة في خطة توسع طموحة جعلتها الرائدة في سوق الأزياء في تركيا، وزداد انتشارها في الأسواق العالمية.

## المتاجر
منذ أوائل الألفية الثالثة، بدأت LC Waikiki بالتوسع خارج تركيا، وفتحت متاجر لها في أوروبا وآسيا وأفريقيا. بعد أن اشترتها شركة طه للنسيج، فتحت أول متجر لها في أوروبا في رومانيا. بحسب إحصاءات 2024، بلغ عدد فروعها أكثر من 1200 متجر في أكثر من 55 دولة. محليًا لها في تركيا أكثر من 400 متجر في 78 مقاطعة.

## الأحداث ذات الصلة
LC Waikiki هي الجهة المنظمة لسباقات Dragon Boat التي تقام كل عام في Golden Horn، ومسابقة Innovation Sensin لتصميم الأزياء.

## الشركات التابعة
- طه جييم أ.
- طه كونف.المحدودة. Şti.
- Zirve Mimarlık İnşaat San. المحدودة. Şti.

؛ في الخارج 
- تيما تكستايل
- تيما ريتيل ايجي
- Temacos Fashion Wear Ltd.
- موضوع الاستثمار
- تجارة تيما
- أزياء أوكرانيا ذ
- أزياء روسيا
- Tema Retail Ro SRL
- شركة شنغهاي للتجارة المحدودة.
- كابلان ريتيل للتجارة العامة المحدودة.
- ثيم البيع بالتجزئة
- تيما ريتيل بي جي إيود
- Tema Retail KZ
- Tema Retail Ba Doo U Osnivanju
- Tema Retail De Gmbh
- تيما جي المحدودة.
- تيما ريتيل بل سب.
- LC Vaikiki Retail Az MMC
- طه باريس
- LC Waikiki Ma Sarl Au